# ليه روبنسون
ليه روبنسون (بالإنجليزية: Les Robinson)‏ (1 مارس 1967 في المملكة المتحدة - ) هو لاعب كرة قدم بريطاني في مركز الدفاع. لعب مع أكسفورد يونايتد وستوكبورت كونتي ونادي دونكاستر روفرز ونادي مانسفيلد تاون وBanbury United F.C. ‏.

## وصلات خارجية
- ليه روبنسون على موقع قاعدة بيانات كرة القدم.إي يو (الإنجليزية)
- ليه روبنسون على موقع Soccerbase.com (لاعب) (الإنجليزية)